# Onthophagus pseudosanguineus
Onthophagus pseudosanguineus är en skalbaggsart som beskrevs av Walter och Yves Cambefort 1977. Onthophagus pseudosanguineus ingår i släktet Onthophagus och familjen bladhorningar. Inga underarter finns listade i Catalogue of Life.